# Лулео (комуна)
Комуна Лулео (швед. Luleå kommun) — адміністративно-територіальна одиниця місцевого самоврядування, що розташована в лені Норрботтен у північній Швеції на узбережжі Ботнічної затоки.
Лулео 42-а за величиною території комуна Швеції. Адміністративний центр комуни — місто Лулео.

## Населення
Населення становить 74 770 чоловік (станом на вересень 2012 року).
| Кількість населення комуни Лулео за 1970-2010 роки | Кількість населення комуни Лулео за 1970-2010 роки | Кількість населення комуни Лулео за 1970-2010 роки | Кількість населення комуни Лулео за 1970-2010 роки | Кількість населення комуни Лулео за 1970-2010 роки |
| -------------------------------------------------- | -------------------------------------------------- | -------------------------------------------------- | -------------------------------------------------- | -------------------------------------------------- |
| Рік                                                |                                                    |                                                    | Населення                                          |                                                    |
| 1970                                               | 1970                                               |                                                    | 58 878                                             | 58 878                                             |
| 1975                                               | 1975                                               |                                                    | 66 290                                             | 66 290                                             |
| 1980                                               | 1980                                               |                                                    | 66 834                                             | 66 834                                             |
| 1985                                               | 1985                                               |                                                    | 66 557                                             | 66 557                                             |
| 1990                                               | 1990                                               |                                                    | 68 412                                             | 68 412                                             |
| 1995                                               | 1995                                               |                                                    | 71 106                                             | 71 106                                             |
| 2000                                               | 2000                                               |                                                    | 71 652                                             | 71 652                                             |
| 2005                                               | 2005                                               |                                                    | 72 751                                             | 72 751                                             |
| 2010                                               | 2010                                               |                                                    | 74 178                                             | 74 178                                             |
| Джерело: SCB                                       |                                                    |                                                    |                                                    |                                                    |

## Населені пункти
Комуні підпорядковано 18 міських поселень (tätort) та низка сільських, більші з яких:
- Лулео (Luleå)
- Ґаммельстад (Gammelstad)
- Берґнесет (Bergnäset)
- Седра Сундербин (Södra Sunderbyn)
- Ронео (Råneå)
- Антнес (Antnäs)
- Альвік (Alvik)
- Рутвік (Rutvik)

## Міста побратими
Комуна підтримує побратимські контакти з такими муніципалітетами:
- Комуна Тромсе, Норвегія
- Кемі, Фінляндія
- Мурманськ, Росія
- Зеница, Боснія і Герцеговина
- Пуерто-Кабезас, Нікарагуа

## Галерея

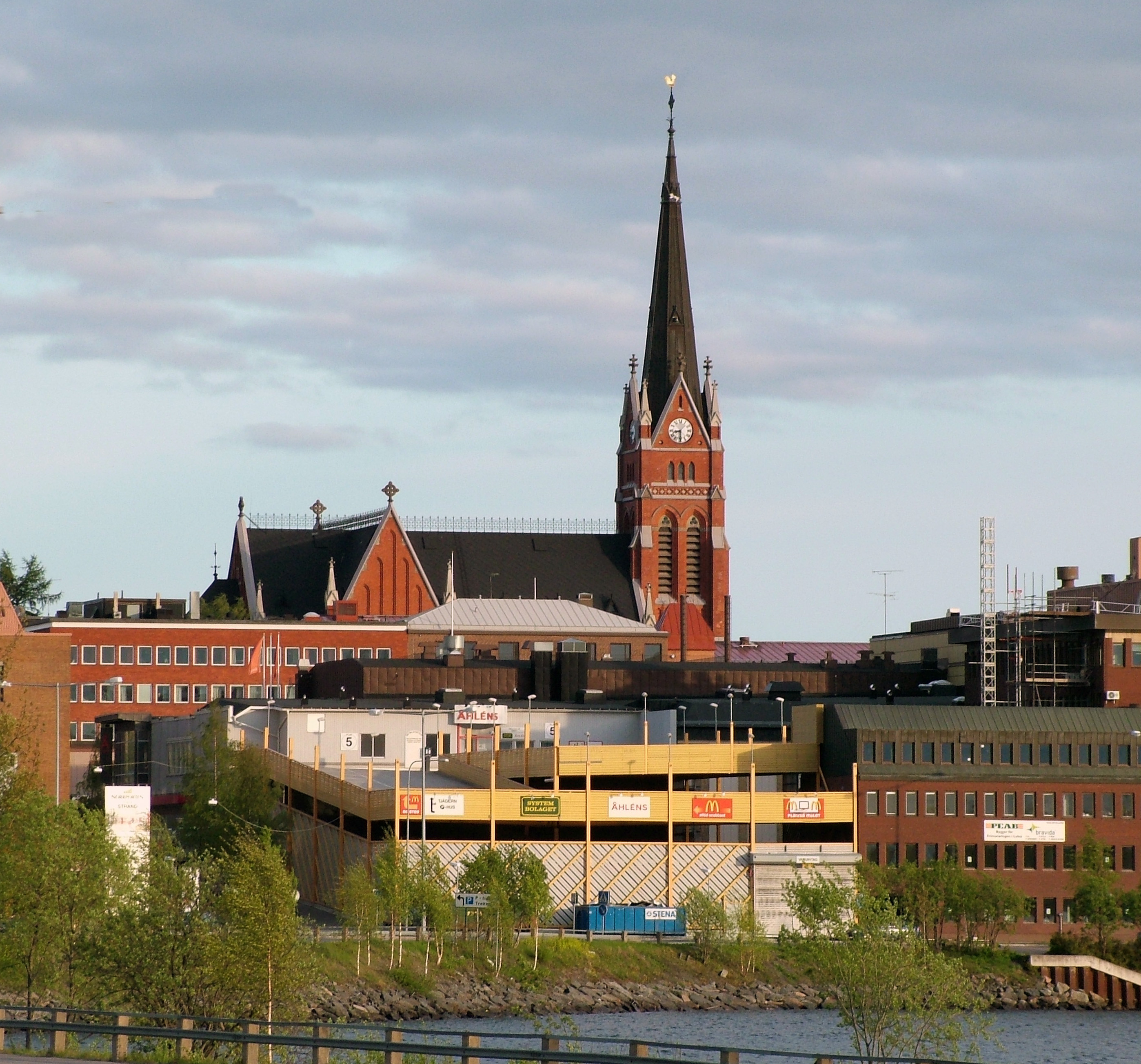
Лулео
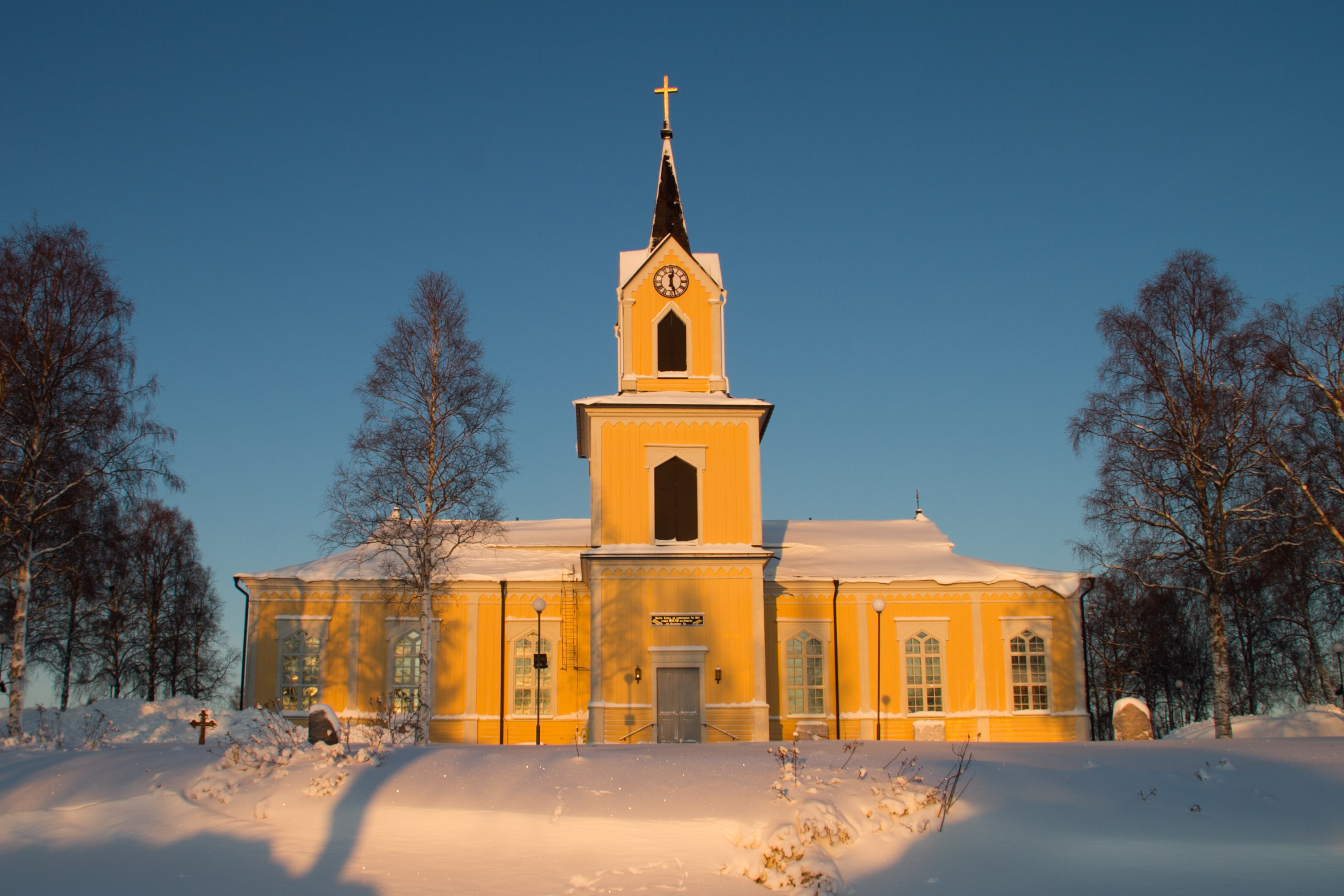
Церква (Ронео)
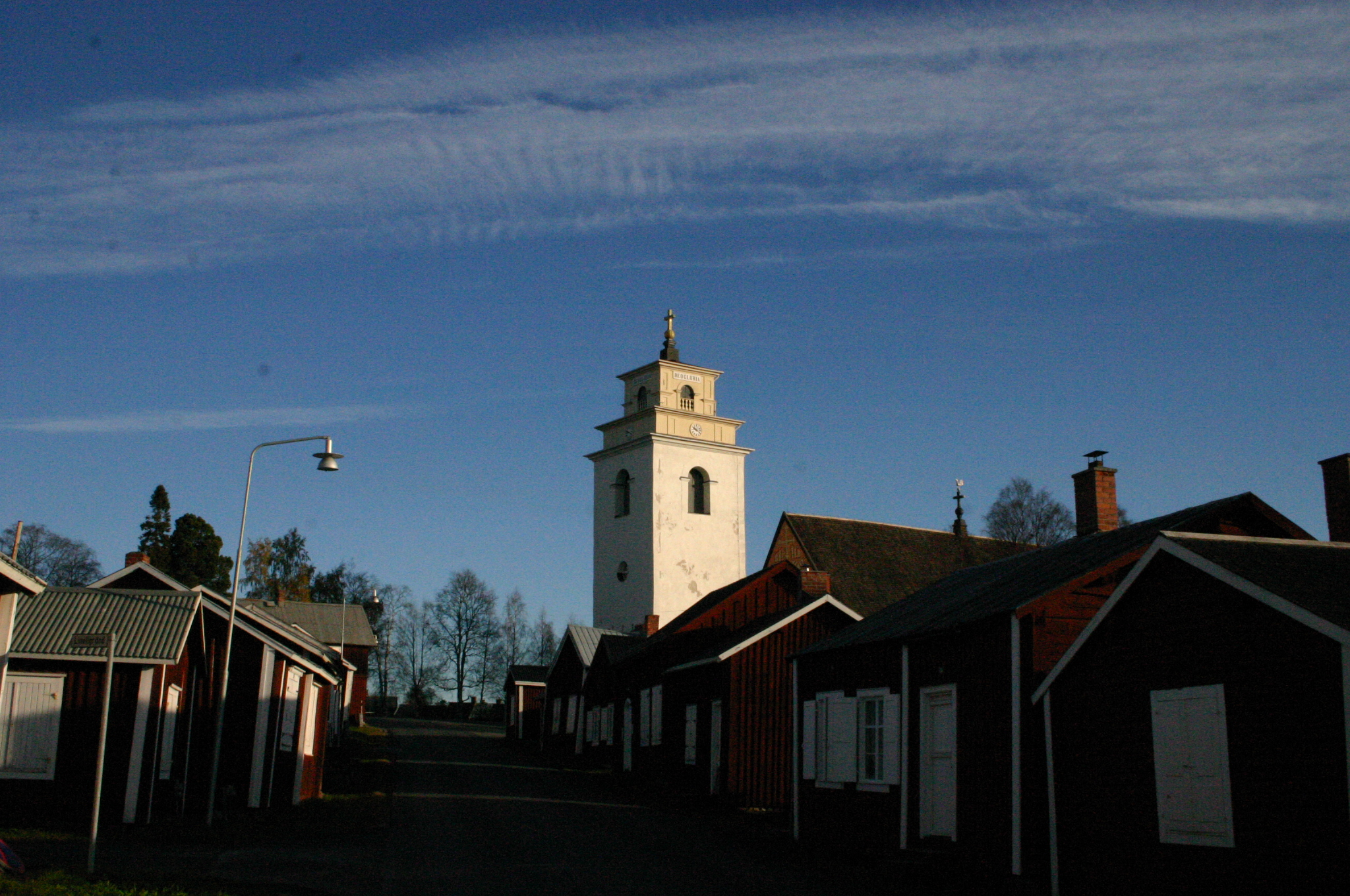
Містечко Ґаммельстад
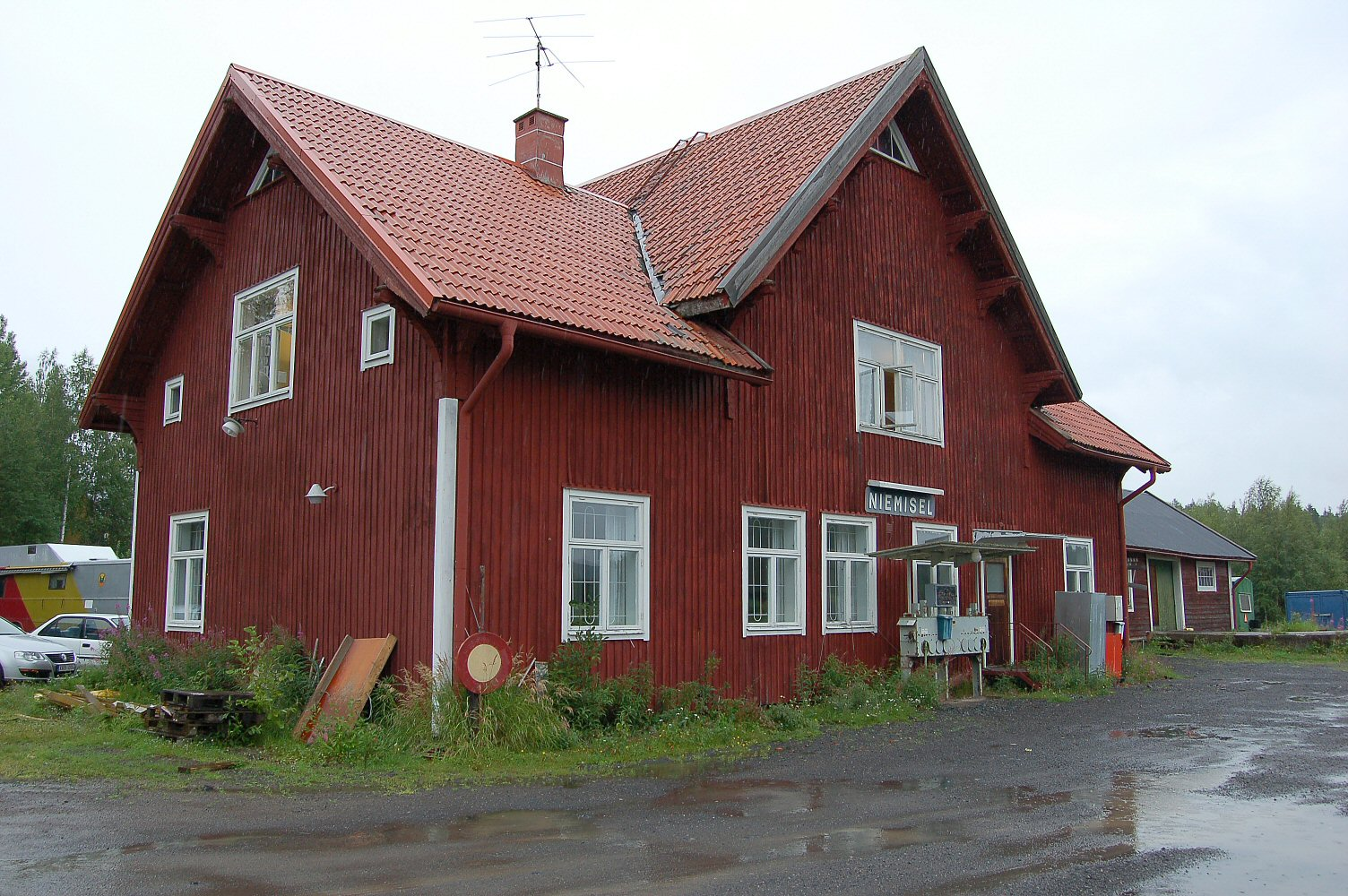
Залізнична станція Ніємісель